# Etiopské písmo

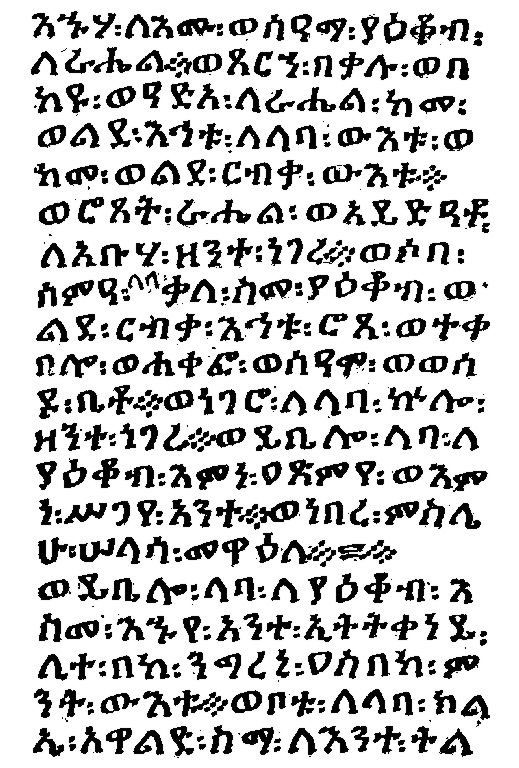
Genesis 29.11–16 v písmu a jazyce Ge’ez

Etiopské písmo (ፊደል, fidel) sloužilo pro zápis jihosemitského jazyka ge'ez. Tímto jazykem se mluvilo v oblasti severní Etiopie v dobách království Aksum. Jazyk ge'ez se dodnes používá v liturgii některých etiopských a eritrejských křesťanských církví. Etiopské písmo v současné době používá hlavně jihosemitská amharština a tigrajština, ale také ostatní jazyky etiopské oblasti. Některé jazyky však přecházejí na latinku (jako například oromština).

## Historie
Písmo ge'ez je odvozené z jihoarabské abecedy, která je odvozena z protosinajského písma. Jihoarabská abeceda se používala od 9. století př. n. l. do 7. století v oblasti blízkého východu. Nejstarší způsob zápisu abdžád stejně jako jihoarabská abeceda nezaznamenával samohlásky a měl oproti ní o dvě (p̣, p) víc, tedy 26 souhlásek:
h, l, ḥ, m, ś, r, s, ḳ, b, t, ḫ, n, ʾ, k, w, ʿ, z, j, d, g, ṭ, p̣, ṣ, ṣ́, f, p
Původně se písmo psalo zleva doprava, první známý nápis etiopským písmem pochází z 6.–5. století před naším letopočtem z města Matara (dnešní Eritrea). Na začátku 4. století došlo k vokalizaci písma, a to tak, že základní znak zůstal vyhrazen pro slabiku se souhláskou ä, což je zvuk obvykle kolísající mezi a a e. O příčinách vokalizace nepanuje shoda. Jednak se vysvětluje snahou o lepší zaznamenání výslovnosti již zanikajícího jazyka ge'ez, jednak se vysvětluje vlivem indického písma. Znaky pro ostatní slabiky byly vesměs odvozeny ze základního znaku.

## Přepis
Přepis etiopského písma do latinky, potažmo do češtiny je značně problematický. Obvykle převládají přepisy anglické, a to často i v českých textech, jinde se užívá zavedený výraz, i když je jeho přepis nesprávný (př. Haile Selassie – Hajlä Sɘllase). V mnoha případech, a to zejména u a-e, e-i, přepis kolísá. Také lze nalézt přepisy využívající mezinárodní fonetické abecedy, často nesystematicky kombinované s anglickým, také nestandardizovaným, přepisem. Přepis do češtiny komplikuje skutečnost, že q, t, č, s, p jsou ejektivní k, t, č, s, p. Vyslovují se tak, že se hlasivky uzavřou a k jejich výslovnosti se použije pouze vzduch, který zbyl nad hlasivkami.
| geʻez | přepis | výslovnost                              | český přepis                     |
| ----- | ------ | --------------------------------------- | -------------------------------- |
| ሀ     | h      | znělá glotální frikativa                | h                                |
| ለ     | l      | retroflexní laterální aproximanta       | l                                |
| ሐ     | ḥ      | neznělá faryngální frikativa            | ch, někdy h                      |
| መ     | m      | bilabiální nazála                       | m                                |
| ሠ     | ś      | neznělá alveolopalatální frikativa      | š                                |
| ረ     | r      | alveolární vibranta                     | r                                |
| ሰ     | s      | neznělá alveolární frikativa            | s                                |
| ቀ     | ḳ      | faryngalizovaná neznělá velární ploziva | q nebo k                         |
| በ     | t      | neznělá alveolární ploziva              | t                                |
| ኀ     | ḫ      | neznělá uvulární frikativa              | ch, někdy h                      |
| ነ     | n      | alveolární nazála                       | n                                |
| አ     | ʾ      | ráz                                     | (nepřepisuje se), někdy h nebo ʾ |
| ከ     | k      | neznělá velární ploziva                 | k                                |
| ወ     | w      | znělá labiovelární aproximanta          | v nebo w                         |
| ዐ     | ʿ      | znělá faryngální frikativa              | (nepřepisuje se), někdy ʿ        |
| ዘ     | z      | znělá alveolární frikativa              | z                                |
| የ     | y      | palatální aproximanta                   | j                                |
| ደ     | d      | znělá alveolární ploziva                | d                                |
| ገ     | g      | znělá velární ploziva                   | g                                |
| ጠ     | ṭ      | alveolární ejektiva                     | t                                |
| ጰ     | p̣      | bilabiální ejektiva                     | p                                |
| ጸ     | ṣ      | alveolární ejektivní frikativa          | s                                |
| ፀ     | ṣ́      | alveolopalatální ejektivní frikativa    | š                                |
| ፈ     | f      | neznělá labiodentální frikativa         | f                                |
| ፐ     | p      | neznělá bilabiální ploziva              | p                                |

## Soudobé použití
Etiopské písmo se čte zleva doprava. Jedná se o slabičné písmo, kde základní znak je vyhrazen pro slabiku se souhláskou ä. Pro ostatních šest samohlásek (u, i, a, e, ə, o) se tvar znaků mění, obvykle je odvozen ze základního. Navíc existují znaky pro kombinaci některých souhlásek s polosamohláskami ʷä a ʲä. Písmo má tedy celkem přes 200 znaků.
|       |   | ä | u | i | a | e | ə | o | wa | jä |       |   | ä | u | i | a | e | ə | o | wa | jä |
| ----- | - | - | - | - | - | - | - | - | -- | -- | ----- | - | - | - | - | - | - | - | - | -- | -- |
| He    | h | ሀ | ሁ | ሂ | ሃ | ሄ | ህ | ሆ |    |    | Kaf   | k | ከ | ኩ | ኪ | ካ | ኬ | ክ | ኮ | ኳ  |    |
| Lamed | l | ለ | ሉ | ሊ | ላ | ሌ | ል | ሎ | ሏ  |    | Waw   | w | ወ | ዉ | ዊ | ዋ | ዌ | ው | ዎ |    |    |
| Chet  | ḥ | ሐ | ሑ | ሒ | ሓ | ሔ | ሕ | ሖ | ሗ  |    | Ajín  | ʽ | ዐ | ዑ | ዒ | ዓ | ዔ | ዕ | ዖ |    |    |
| Mem   | m | መ | ሙ | ሚ | ማ | ሜ | ም | ሞ | ሟ  | ፙ  | Zajín | z | ዘ | ዙ | ዚ | ዛ | ዜ | ዝ | ዞ | ዟ  |    |
| Sawt  | ś | ሠ | ሡ | ሢ | ሣ | ሤ | ሥ | ሦ | ሧ  |    | Jod   | j | የ | ዩ | ዪ | ያ | ዬ | ይ | ዮ |    |    |
| Reš   | r | ረ | ሩ | ሪ | ራ | ሬ | ር | ሮ | ሯ  | ፘ  | Dalet | d | ደ | ዱ | ዲ | ዳ | ዴ | ድ | ዶ | ዷ  |    |
| Sat   | s | ሰ | ሱ | ሲ | ሳ | ሴ | ስ | ሶ | ሷ  |    | Gimel | g | ገ | ጉ | ጊ | ጋ | ጌ | ግ | ጎ | ጓ  |    |
| Ḳof   | ḳ | ቀ | ቁ | ቂ | ቃ | ቄ | ቅ | ቆ | ቋ  |    | Tet   | ṭ | ጠ | ጡ | ጢ | ጣ | ጤ | ጥ | ጦ | ጧ  |    |
| Bet   | b | በ | ቡ | ቢ | ባ | ቤ | ብ | ቦ | ቧ  |    | P̣äjt  | p̣ | ጰ | ጱ | ጲ | ጳ | ጴ | ጵ | ጶ | ጷ  |    |
| Tav   | t | ተ | ቱ | ቲ | ታ | ቴ | ት | ቶ | ቷ  |    | Cadi  | ṣ | ጸ | ጹ | ጺ | ጻ | ጼ | ጽ | ጾ | ጿ  |    |
| Cha   | ḫ | ኀ | ኁ | ኂ | ኃ | ኄ | ኅ | ኆ | ኋ  |    | Ḍád   | ṣ́ | ፀ | ፁ | ፂ | ፃ | ፄ | ፅ | ፆ |    |    |
| Alef  | ʾ | አ | ኡ | ኢ | ኣ | ኤ | እ | ኦ | ኧ  |    | Pe    | f | ፈ | ፉ | ፊ | ፋ | ፌ | ፍ | ፎ | ፏ  | ፚ  |
| Nun   | n | ነ | ኑ | ኒ | ና | ኔ | ን | ኖ | ኗ  |    | Psa   | p | ፐ | ፑ | ፒ | ፓ | ፔ | ፕ | ፖ | ፗ  |    |

Současné etiopské písmo obsahuje znaky i pro souhlásky, které původně neexistovaly a které podchycují i ostatní jazyky, jež se jím zapisují.
- Amharština používá všechny základní znaky plus ty, které jsou uvedeny v tabulce níže. Některé varianty labiovelár se rovněž používají.
- Tigriňština používá všechny základní znaky a labiovelární varianty kromě ḫʷ (ኈ) a rovněž ty které jsou uvedeny v tabulce níže.
- Tigrejština používá všechny základní znaky kromě ś (ሠ), ḫ (ኀ) et ḍ (ፀ) a rovněž ty které jsou uvedeny v tabulce níže. Nepoužívá labiovelární varianty.
- Bilenština používá všechny základní znaky kromě ś (ሠ), ḫ (ኀ) et ḍ (ፀ). Rovněž používá labiovelární varianty a znaky, které jsou uvedeny v tabulce níže.

| Přepis      | š | ḳʰ | ḳhw | v | č | [ŋʷ] | ñ | x | xʷ | ž | ǧ | [ŋ] | č̣ |
|             | ሸ | ቐ  | ቘ   | ቨ | ቸ | ⶓ    | ኘ | ኸ | ዀ  | ዠ | ጀ | ጘ   | ጨ |
| ----------- | - | -- | --- | - | - | ---- | - | - | -- | - | - | --- | - |
| Amharština  | ✓ |    |     | ✓ | ✓ |      | ✓ | ✓ | ✓  | ✓ | ✓ |     | ✓ |
| Tigriňština | ✓ | ✓  | ✓   | ✓ | ✓ |      | ✓ | ✓ | ✓  | ✓ | ✓ |     | ✓ |
| Tigrejština | ✓ |    |     |   | ✓ |      |   |   |    | ✓ |   | ✓   |   |
| Bilenština  | ✓ | ✓  |     | ✓ | ✓ | ✓    | ✓ |   | ✓  | ✓ | ✓ | ✓   | ✓ |

## Číslice
Ge'ez používá systém jedniček a desítek srovnatelných s hebrejskými číslicemi, arabskými číslicemi abdžad a řeckými číslicemi.
|          | 1 | 2 | 3 | 4 | 5 | 6 | 7 | 8 | 9 |
| -------- | - | - | - | - | - | - | - | - | - |
| × 1      | ፩ | ፪ | ፫ | ፬ | ፭ | ፮ | ፯ | ፰ | ፱ |
| × 10     | ፲ | ፳ | ፴ | ፵ | ፶ | ፷ | ፸ | ፹ | ፺ |
| × 100    | ፻ |   |   |   |   |   |   |   |   |
| × 10.000 | ፼ |   |   |   |   |   |   |   |   |

Etiopské číslice byly odvozeny z řeckých číslic, případně prostřednictvím koptského písma.
|          | 1 | 2 | 3 | 4 | 5 | 6 | 7 | 8 | 9 | 10 | 20 | 30 | 40 | 50 | 60 | 70 | 80 | 90 | 100 |
| etiopsky | ፩ | ፪ | ፫ | ፬ | ፭ | ፮ | ፯ | ፰ | ፱ | ፲  | ፳  | ፴  | ፵  | ፶  | ፷  | ፸  | ፹  | ፺  | ፻   |
| -------- | - | - | - | - | - | - | - | - | - | -- | -- | -- | -- | -- | -- | -- | -- | -- | --- |
| řecky    | Α | Β | Γ | Δ | Ε | Ϛ | Ζ | Η | Θ | Ι  | Κ  | Λ  | Μ  | Ν  | Ξ  | Ο  | Π  | Ϙ  | Ρ   |
| koptsky  | Ⲁ | Ⲃ | Ⲅ | Ⲇ | Ⲉ | Ⲋ | Ⲍ | Ⲏ | Ⲑ | Ⲓ  | Ⲕ  | Ⲗ  | Ⲙ  | Ⲛ  | Ⲝ  | Ⲟ  | Ⲡ  | Ϥ  | Ⲣ   |